# Remember the Daze
Remember the Daze är en film från 2007, som hade biografpremiär i april 2008 (USA).
Filmen är regisserad av Jess Manafort. Medverkande är Chris Marquette, Sean Marquette, Amber Heard, Leighton Meester, Lyndsy Fonseca, Khleo Thomas, Shahine Ezell, Katrina Begin, Charles Chen, Melonie Diaz, Caroline Dollar, Wesley Jonathan, Max Hoffman, Bill Ladd, Taylor Kowalski, Brie Larson och Alexa Vega.
Filmen blev utvald som en av åtta filmer till Narrative Competition 2007 i Los Angeles Film Festival, som hölls mellan 21 juni och 1 juli. Detta var även filmens världspremiär.
I februari 2008 ändrade man filmens titel från The Beautiful Ordinary.
Det mesta av filmen spelades in i Wilmington, North Carolina under maj 2006.